# Лел (угорський вождь)

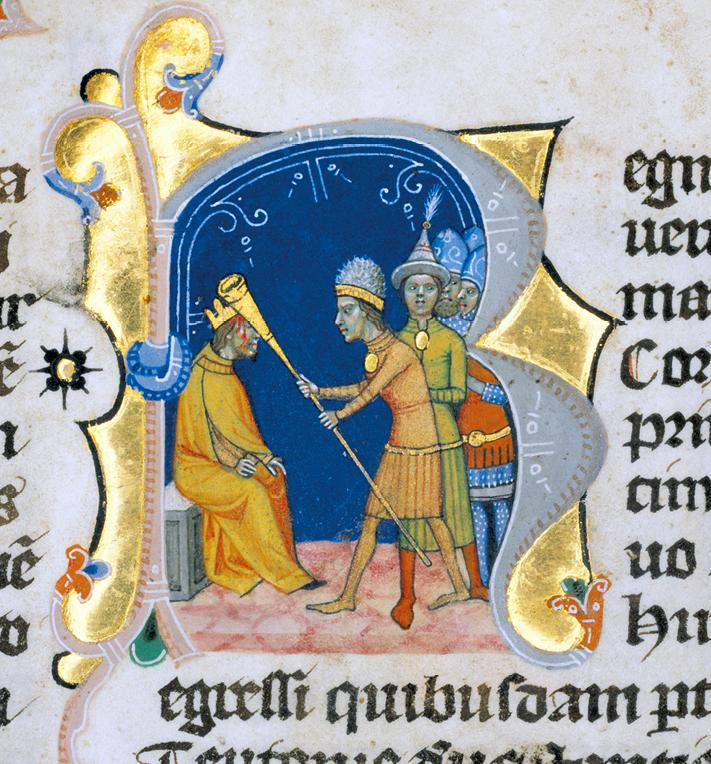
Лел вбиває свого полонителя. Малюнок 1360 року.

Лел (варіанти угор. Lél, Lehel, Lele; помер у 955) — угорський полководець князя Такшоня, до 955 року — ймовірний правитель Нітранського князівства (на території сучасної південно-західної Словаччини).

## Походження
Анонім називає його сином Таса, який був одним з " Семи вождів мадярів ", і нащадок Арпада . Більшість істориків згодні, що існує невідповідність у термінах, тому він повинен бути син Таса, та онук Арпада.
Згідно Симону Кезському, спочатку Лел жив у районі Галгоца (сучасний Глоговець). Всупереч твердженням деяких істориків він, судячи з усього, не належав до династії Арпадів, вважається, що Тас і Лель батьком і сином не були, але належали до одного покоління. У 955 році під час битви на річці Лех він потрапив у полон і був страчений.

## Легенда про горн Леля

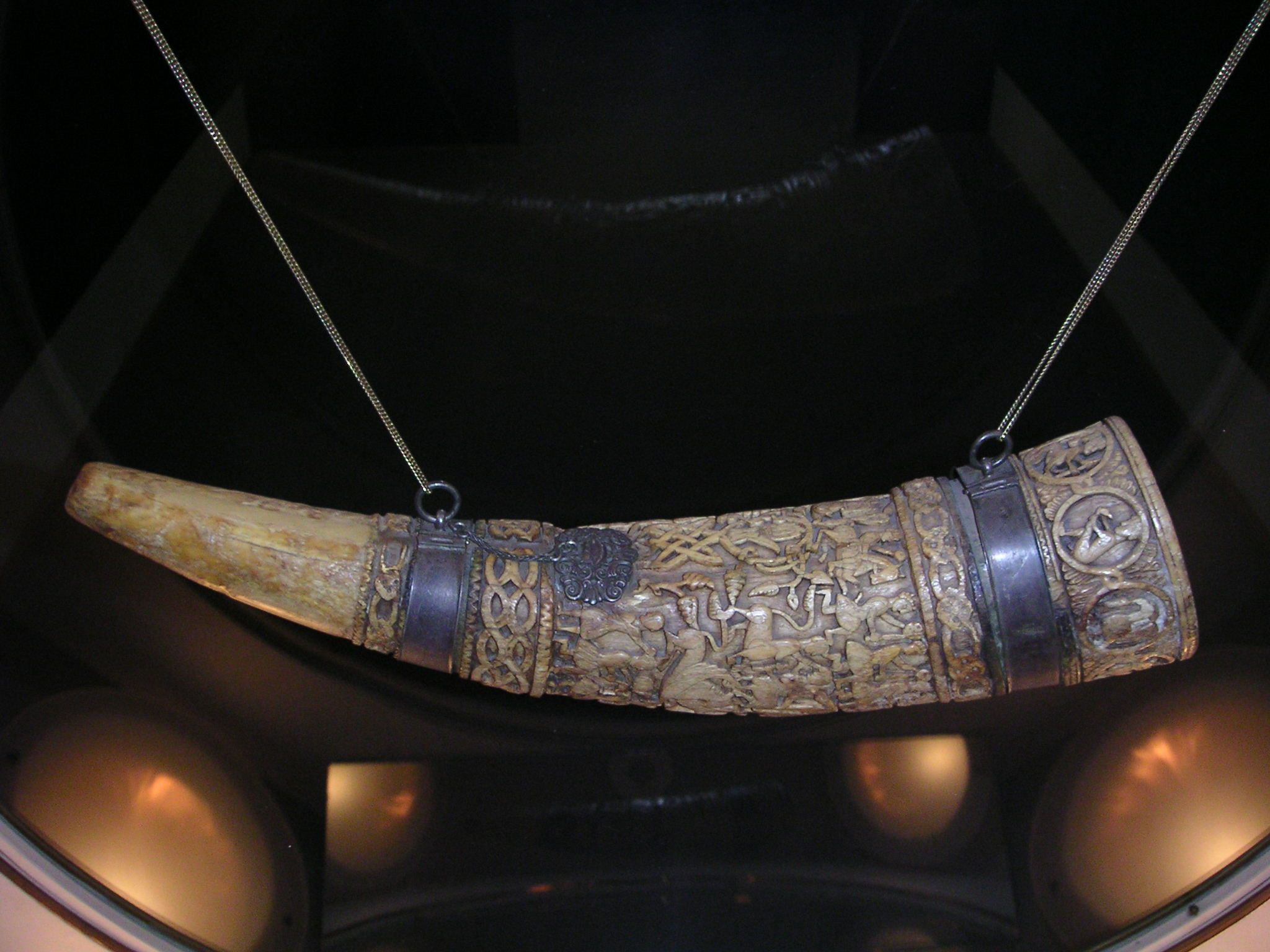
Горн Леля (музей міста Ясберень, Угорщина)

Існує популярна легенда про те, що у Леля був знаменитий горн (нині демонструється в музеї угорського міста Ясберень). Легенда свідчить, що перед стратою, яка мала відбутися на очах німецького імператора, Лелю запропонували в останній раз зіграти на цьому горні. Завершивши грати, він, нібито, з останніх сил рвонувся до імператора і встиг перед смертю горном розбити йому голову. Однак насправді імператор Оттон Великий помер лише в 973 році, через 18 років після страти Леля.